# إدوارد نواك
إدوارد نواك (بالبولندية: Edward Nowak)‏ هو عالم عقيدة بولندي، ولد في 21 فبراير 1940 في Nowy Żmigród ‏ في بولندا.